# Collix dichobathra
Collix dichobathra är en fjärilsart som beskrevs av Louis Beethoven Prout 1931. Collix dichobathra ingår i släktet Collix och familjen mätare. Inga underarter finns listade i Catalogue of Life.